# Pay the Ghost
Pay the Ghost (tựa Việt: Mặc cả với quỷ, hay Trả lại cho quỷ, Trả cho quỷ dữ) là một bộ phim kinh dị dựa trên tiểu thuyết của Tim Lebbon. Phim xoay quanh câu chuyện về giáo sư Mike Lawford (Nicolas Cage thủ vai) cố gắng tìm kiếm đứa con trai bị biến mất một cách đầy bí ẩn trong buổi lễ diễu hành Halloween.

## Diễn viên
- Nicolas Cage vai Mike Lawford
- Sarah Wayne Callies vai Kristen
- Lauren Beatty vai Annie Sawquin
- Jack Fulton vai Charlie
- Erin Boyes vai Emily
- Lyriq Bent vai Jordan
- Veronica Ferres vai Hannah
- Juan Carlos Velis vai Morales

## Nội dung
Mike Lawford là một giáo sư giảng dạy tại trường đại học ở New York. Trong buổi lễ diễu hành Halloween, Charlie - con trai anh bị mất tích một cách bí ẩn mặc cho mọi tìm kiếm của cảnh sát cũng như của anh và vợ - Kristen. Một năm sau, trong một lần tình cờ đi dán tờ thông báo tìm con, Mike Lawford vô tình thấy Charlie trên xe buýt, anh vội đuổi theo nhưng không kịp và tới một căn nhà bỏ hoang, trên tường có dòng chữ Pay the ghost. Mike Lawford nhớ lại trước khi con trai mình mất tích cũng có hỏi về Pay the ghost nghĩa là gì. Anh quyết định vào bên trong và gặp một nhóm người vô gia cư. Mike Lawford hỏi ý nghĩa cụm từ trên nhưng không ai trả lời và một người đàn ông mù khuyên anh nên sớm rời khỏi đây.
Bên cạnh việc tìm kiếm bằng cách dán thông báo, Mike Lawford vào trang web thông báo tìm trẻ lạc của Cảnh sát và phát hiện ra rằng có nhiều đứa trẻ mất tích nhưng những đứa trẻ mất tích trong lễ Halloween thì nhiều năm nay vẫn mất tích, khó tìm thấy hơn. Mike Lawford nghi ngờ có một tổ chức thần bí nào đó bắt cóc những đứa trẻ này vào mục đích gì đó. Mike Lawford báo thông tin này cho cảnh sát nhưng họ không tin nhưng vợ anh thì tin (sau khi cô trải qua vài hiện tương Siêu nhiên khi ở nhà). Họ quyết định mời một bà đồng về vào xem phòng của Charlie xem có manh mối gì còn sót lại không. Khi bà đồng phát hiện ra điều gì đó thì bà bị một thế lực nào đó giết chết bằng cách đập vào tường. Tuy nhiên, đến khi cảnh sát khám nghiệm tử thi mới biết bên trong thi thể đã bị cháy đen như là đốt trên giàn hỏa.
Mọi việc đi vào bế tắc, cho đến một đêm, Mike Lawford thấy Kristen ngồi thẫn thờ trên giường. Thấy có chuyện lạ, anh hỏi thăm thì phát hiện cô lấy dao khắc một biểu tượng gì đó trên tay. Mike Lawford ngăn lại thì nghe giọng nói không phải vợ mình mà là giọng của con mình vừa nói "Bà ấy sắp đến, con sợ lắm" rồi Kristen ngất đi.
Nhờ vào Hannah - đồng nghiệp mà Mike Lawford và Kristen biết được đây là biểu tượng của người Celt ở Ireland. Dịch cúm ở New York năm 1679 làm chết rất nhiều người, một số cư dân đã buộc tội Annie Sawquin - một góa phụ trẻ đã dùng Phép thuật đen gây ra dịch cúm này. Annie Sawquin và ba đứa con của cô bị buộc thiêu sống. Trước khi chết, Annie Sawquin thề rằng bà ta sẽ thay thế ba đứa con đã chết của mình bằng những đứa còn sống vào lễ Halloween. Không may là Hannah đã bị Annie Sawquin giết chết sau khi nói những thông tin trên cho Mike Lawford và Kristen biết.
Lần theo manh mối trên bản đồ, Mike Lawford và Kristen đến một nhà thờ cổ mà năm nào cũng có một nhóm người Celt ở Ireland tổ chức ăn mừng lễ Halloween theo truyền thống của họ. Khi đến nơi Mike Lawford và Kristen thấy một nhóm người đang ca hát, Mike Lawford hỏi thăm một người tham dự thì biết được đây là bài hát chào mừng các linh hồn trong đêm Halloween đầu tiên. Mike Lawford và Kristen hỏi về biểu tượng trên thì biết rằng hình bên trái là trăng đang tròn dần, lưỡi liềm hướng sang trái - nghĩa là Trinh nữ. Còn hình trăng dần biến mất, lưỡi liềm hướng sang phải nghĩa là Phù thủy già - biểu tượng hủy diệt nhất trong tất cả các biểu tượng ngoại đạo. Truyền thuyết rằng có một ngày trong một năm, ngày cuối cùng của lễ Shawan, cánh của giữa hai thế giới sẽ dần mở ra, và mụ phù thủy có thể bắt 3 đứa trẻ vào đêm Halloween và những đứa trẻ bị bắt vào kỳ lễ trước có thể cứu sống lại nhưng phải trước lúc nửa đêm ngày cuối cùng của lễ Shawan.
Họ khẩn trương đến nhà bỏ hoang mà anh nhìn thấy dòng chữ Pay the ghost lúc đầu. Trên đường đi, họ bị Annie Sawquin ngăn cản. Sau cùng, Mike Lawford cũng tới được căn nhà bỏ hoang và được người đàn ông mù hướng dẫn đến thế giới bên kia để cứu con mình. Đổi lại, Mike Lawford phải đưa ông ta một chiếc đồng hồ. Người đàn ông đưa cho Mike Lawford một chiếc đèn pin và lời dặn phải quay trở lại trước nửa đêm nếu không sẽ bị mắc kẹt trở lại. Mike Lawford đến một căn nhà nhỏ, mở nắp hầm lên và vô cùng sửng sốt khi nhìn thấy rất nhiều đứa trẻ bị Annie Sawquin bắt về. Mike Lawford gọi tên Charlie con mình thì thấy có nhiều đứa trẻ cùng tên cũng giơ tay lên. Mike Lawford đến chạm tay vào từng đứa trẻ nhưng phát hiện tất cả chỉ là những linh hồn do đã bị bắt quá lâu cho đến khi Mike Lawford chạm được vào tay con của mình. Mike Lawford cũng cứu được hai đứa trẻ khác cũng bị bắt vào lễ Halloween năm ngoái giống Charlie. Khi đang trên đường trở về thì bọn họ bị Annie Sawquin ngăn cản. Charlie liền cầu cứu những linh hồn giúp bố con mình. Linh hồn những đứa trẻ khác đã kéo Annie Sawquin về căn nhà và giúp cho Mike Lawford cùng ba đứa trẻ chạy thoát an toàn. Cả ba đứa trẻ đều được cứu sống và bình an, tuy nhiên, họ lại không nhớ gì về ký ức suốt một năm đã qua bị bắt.